# Richard Bandler

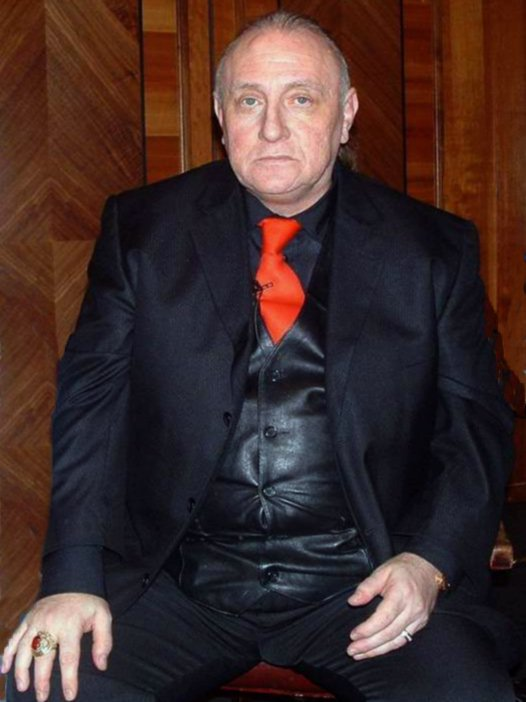
Richard Bandler

Richard Wayne Bandler (* 24. Februar 1950 in Teaneck, New Jersey) ist ein US-amerikanischer Mathematiker, Informatiker und Psychologe. Er ist Mitentwickler des Neuro-Linguistischen Programmierens (NLP).

## Leben
Nach seinem College-Abschluss studierte er Mathematik, Informationswissenschaft und Psychologie an der University of California in Santa Cruz. Er schloss das Studium im März 1973 mit dem Bachelor’s Degree ab. 1975 erlangte Bandler am Lone Mountain College in San Francisco den Magisterabschluss in theoretischer Psychologie.
Richard Bandler transkribierte 1972 Gestaltsitzungen von Fritz Perls und leitete gemeinsam mit Frank Pucelik bald eigene Gestalttherapie-Gruppen, wobei John Grinder, damals Assistenzprofessor der Linguistik mit dem Spezialgebiet Transformationsgrammatik, als Supervisor teilnehmen musste. Daraus entwickelte sich bald eine Zusammenarbeit, bei der sie auch die Rollen tauschten. Zunächst beschrieben sie linguistisch fundiert Sprachmuster, entwickelten daraus ein eigenes Kommunikationsmodell, das sie als „Meta-Modell“ bezeichneten. Hieraus entstand 1975 Bandlers und Grinders erstes gemeinsames Buch The Structure of Magic I. Später gingen sie zur Analyse nonverbaler Kommunikation über.
Bandler und Grinder wählten Menschen als Modelle, die in ihrem Fachgebiet vorbildhaft waren, um herauszufinden, was diese anders als andere machten. Das dabei gewonnene Wissen hielten sie in nachvollziehbaren Schritten fest. Diesen Vorgang bezeichneten sie im Nachhinein als „Modellieren“. Zu den modellierten Personen gehörten Fritz Perls, Virginia Satir, Gregory Bateson, Milton H. Erickson und Linus Pauling.
Bandler modellierte auch den israelischen Physiker und Begründer der Feldenkrais-Schule Moshé Feldenkrais. Später modellierte Bandler auf Reisen nach Indien, Afrika und Mexiko auch Yogis und Schamanen und entwickelte weitere Veränderungsmodelle wie etwa Design Human Engineering (DHE), Shamanistic Engineering und Neuro Hypnotic Repatterning (NHR).
Im Jahr 1975 gründete Bandler den Verlag „Meta Publications“, 1978 die „Society of NLP“. Bandler bildet bis heute „seine“ NLP-Trainer selbst aus.
Im April 1978 heiratete Richard Bandler Leslie Cameron. Im November 1980 reichte Cameron die Scheidung ein und beschuldigte ihn, sie gewürgt und bedroht zu haben. In der Folgezeit konsumierte Bandler in großen Mengen Alkohol und Kokain und freundete sich mit dem Dealer James Marino an. Am 3. November 1986 wurde Marinos Freundin, eine kokainsüchtige Prostituierte namens Corine Christensen,  mit einer von Bandlers Waffen erschossen. Bandler und Marino beschuldigten sich gegenseitig der Tat; Bandler wurde wegen Mordes angeklagt und am 29. Januar 1988 von einer Jury freigesprochen. Die Tat ist bis heute nicht aufgeklärt.

## Beiträge zum NLP
Richard Bandler hat mehrere Modelle des NLP entscheidend mitgeprägt beziehungsweise eingeführt, unter anderem das Meta-Modell, das Milton-Modell, das Ankern, Reframing, Belief change, Nesting Loops, Submodalitäten, die Timeline.

## Prozesse
Bis Ende 1980 arbeitete Bandler mit Grinder zusammen. 1996/1997 reichte Bandler zwei Klagen gegen John Grinder und viele weitere seiner bisherigen NLP Mitstreiter ein, unter anderem gegen Carmen Bostic-St. Clair sowie Steve und Connirae Andreas.
Bandler klagte unter anderem wegen Vertragsbruches, unerlaubter Nutzung eines geschützten Warenzeichens („NLP“), fehlender Abrechnungen etc. Die Forderungen Bandlers beliefen sich auf bis zu 10 Millionen US-Dollar.
Ende 2000 einigten sich Bandler und Grinder so weit, dass sie die „Co-Autoren und Co-Gründer“ des NLP seien und die gegenseitigen Beiträge zur Entwicklung des NLP anerkennen.

## Werke
- mit John Grinder: The Structure of Magic I: A Book About Language and Therapy. 1975, ISBN 0-8314-0044-7.
  - Metasprache und Psychotherapie. Die Struktur der Magie I. Junfermann, Paderborn 1981, ISBN 3-87387-186-6.
- mit John Grinder: The Structure of Magic II: A Book About Communication and Change. 1976, ISBN 0-8314-0049-8.
  - Kommunikation und Veränderung. Die Struktur der Magie II. Junfermann, Paderborn 1982, ISBN 3-87387-187-4.
- mit John Grinder & Virginia Satir: Changing with Families. 1976.
  - Mit Familien reden. Gesprächsmuster und therapeutische Veränderung. Pfeiffer, München 1978, ISBN 3-7904-0254-0; 5. Auflage ebd., ISBN 3-608-89616-3.
- mit John Grinder: Patterns of the Hypnotic Techniques of Milton H. Erickson, M.D., Volume I. 1975.
  - Patterns. Muster der hypnotischen Techniken Milton Ericksons. Junfermann, Paderborn 1996, ISBN 3-87387-139-4.
- mit John Grinder & Judith Delozier: Patterns of the Hypnotic Techniques of Milton H. Erickson. Volume II. 1977.
- mit John Grinder: Frogs into Princes. Real People Press, 1979, ISBN 0-911226-19-2.
  - Neue Wege der Kurzzeit-Therapie. Neurolinguistische Programme. Junfermann, Paderborn 1981, ISBN 3-87387-127-0.
- mit John Grinder: Trance Formations. 1981, ISBN 0-911226-23-0.
  - Therapie in Trance. Hypnose. Kommunikation mit dem Unbewussten. Klett-Cotta, Stuttgart 1984, ISBN 3-608-95140-7.
- mit John Grinder: Reframing. Neurolinguistic programming and the transformation of meaning. 1982, ISBN 0-911226-25-7.
  - Reframing. Ein ökologischer Ansatz in der Psychotherapie (NLP). Junfermann, Paderborn 1985, ISBN 3-87387-228-5.
- Magic In Action. 1984, ISBN 0-916990-14-1.
  - Bitte verändern Sie sich … jetzt! Transkripte kurz-therapeutischer NLP-Sitzungen. Junfermann, Paderborn 1991, ISBN 3-87387-020-7.
- Using Your Brain - For a Change. 1985, ISBN 0-911226-27-3
  - Veränderung des subjektiven Erlebens. Fortgeschrittene Methoden des NLP. Junfermann, Paderborn 1987, ISBN 3-87387-271-4.
- mit Will MacDonald: An Insider’s Guide to Sub-Modalities. 1988.
  - Der feine Unterschied. NLP-Übungsbuch zu Submodalitäten. Junfermann, Paderborn 1990, ISBN 978-3-87387-012-3.
- mit Paul Donner: Paradigms of Persuasion. 1989
  - Die Schatztruhe. NLP im Verkauf. Das neue Paradigma des Erfolgs. Junfermann, Paderborn 1995, ISBN 3-87387-127-0.
- Time for a Change. 1993, ISBN 0-916990-28-1.
  - Time for a Change. Lernen, bessere Entscheidungen zu treffen. Neue NLP-Techniken. Junfermann, Paderborn 1995, ISBN 3-87387-168-8.
- The Adventures of Anybody. 1993.
  - Die Abenteuer von Jedermann. Eine phantastische Geschichte, erzählt vom Begründer des NLP. Bookmark, Hamm 2001, ISBN 3-935672-00-4.
- Unbändige Motivation. Angewandte Neurodynamik. Über NLP, schnelle Veränderungen und vieles mehr. Junfermann, Paderborn 1997, ISBN 3-87387-362-1.
- mit John La Valle: Persuasion Engineering. 1996, ISBN 0-916990-36-2.
  - Die Schatzkammer des Erfolgs. Nutze deine natürliche Fähigkeit zu überzeugen. Ein Trainingskurs für Verkäufer & Manager. Junfermann, Paderborn 1998, ISBN 3-87387-380-X.
- mit Owen Fitzpatrick: Gespräche: Freedom is Everything & Love is All the Rest. Bookmark NLP Böhm, Welver 2008, ISBN 978-3-935672-05-4.
- Richard Bandler’s Leitfaden zu persönlicher Veränderung: Get the Life You Want. Bookmark NLP Böhm, Welver 2009, ISBN 978-3-935672-06-1.
- Richard Bandlers Leitfaden zur Trance-formation: make your life great: Make Your Life Great. Bookmark NLP Böhm, Welver 2008, ISBN 978-3-935672-07-8.